# فرانكلين بيرس هولاند
فرانكلين بيرس هولاند (بالإنجليزية: F. P. Holland)‏ هو صحفي وسياسي أمريكي، ولد في 22 سبتمبر 1852 في غالفستون في الولايات المتحدة، وتوفي في 18 يناير 1928 في دالاس في الولايات المتحدة.